# Gary Burton & Keith Jarrett
Gary Burton & Keith Jarrett från 1971 är ett musikalbum med Keith Jarrett och vibrafonisten Gary Burton i en kvintett. Albumet spelades in i juli 1970 i A&R Studios, New York.

## Låtlista
All musik är skriven av Keith Jarrett om inget annat anges.
1. Grow Your Own – 4:54
2. Moonchild / In Your Quiet Place – 7:23
3. Como en Vietnam (Steve Swallow) – 7:04
4. Fortune Smiles – 8:31
5. The Raven Speaks – 8:18

## Medverkande
- Keith Jarrett – piano, elpiano, sopransaxofon
- Gary Burton – vibrafon
- Sam Brown – gitarr
- Steve Swallow – bas
- Bill Goodwin – trummor